# 低矮薹草
低矮薹草（学名：Carex humilis）是莎草科薹草属的植物。分布于欧洲、日本、俄罗斯、格鲁吉亚以及中国大陆的安徽、辽宁等地，生长于海拔100米至1,000米的地区，见于柞树林、红松林下及山阳处。
种加名 humilis 意为“矮的”。

## 变种
- 雏田苔草（学名：Carex humilis var. scirrobasis）为莎草科苔草属低矮苔草的变种。分布于中国大陆的山西、河北、辽宁等地，生长于海拔150米至1,000米的地区，多生长于滨海荒山上及山坡油松林下。